# يان كوبلاند
يان كوبلاند (بالإنجليزية: Ian Copeland)‏ هو وكيل مواهب أمريكي، ولد في 25 أبريل 1949 في دمشق في سوريا، وتوفي في 23 مايو 2006 في لوس أنجلوس في الولايات المتحدة بسبب ورم ميلانيني.

## وصلات خارجية
- يان كوبلاند على موقع IMDb (الإنجليزية)
- يان كوبلاند على موقع ميوزك برينز (الإنجليزية)
- يان كوبلاند على موقع كينوبويسك (الروسية)